# 박재혁 (스키 선수)
박재혁(1963년 6월 3일~)은 대한민국의 알파인 스키 선수로, 1988년 동계 올림픽에 참가했다.